# NGC 616
NGC 616 ist ein Doppelstern im Sternbild Dreieck, der am 14. August 1863 vom deutsch-dänischen Astronomen Heinrich d’Arrest entdeckt wurde. Er vermutete hierbei, dass bei dem Doppelstern ein Nebel eingebettet ist.